# Combinatória infinitária
Em matemática, combinatória infinitária é uma extensão das ideias de combinatória para conjuntos infinitos.
Algumas das coisas estudadas incluem grafos contínuos e árvores, extensões do Teorema Finito de Ramsey, e axioma de Martin.
Desenvolvimentos recentes preocuparam-se com combinatória do contínuo e combinatória em sucessores de cardinais singulares.